# ¡Three Amigos!
¡Three Amigos! is een Amerikaanse Western-filmkomedie uit 1986, geregisseerd door John Landis. De film werd in opdracht gemaakt van HBO-films, met hoofdrollen voor Steve Martin, Chevy Chase en Martin Short. In de film wordt veel gezongen. Mede-scriptschrijver Randy Newman schreef voor de film een aantal nummers, onder andere The Ballad of the Three Amigos en My Little Buttercup. De soundtrack van de film werd gecomponeerd door Elmer Bernstein.

## Verhaal
Het is 1916, drie verwende stomme filmacteurs worden ontslagen nadat ze een salarisverhoging hadden geëist vanwege hun faam in de Three Amigos-westernfilms. Als ze de studio uitgegooid worden ontvangen de drie plots werkeloze acteurs een uitnodiging om naar het Mexicaanse dorpje Santo Poco te komen, om het te verdedigen tegen de bandiet El Guapo en zijn bende. Per vergissing denken de drie acteurs dat de uitnodiging om een acteerbaantje gaat, waarna ze hun mariachikleding uit de studio stelen en naar het dorp afreizen.
Eenmaal op reis stoppen ze bij een cantina waar ze worden aangezien voor handlangers van een Duitse piloot en na een glas tequila het lied "My Little Buttercup" zingen. De mensen in de cantina blijven verbijsterd achter waarna de echte medewerkers van de Duitser binnenkomen. De drie amigo's worden meegenomen door Carmen, die het telegram gestuurd had en eenmaal in Santo Poco worden de mannen als helden binnengehaald en in de watten gelegd.
De volgende ochtend komen drie mannen van El Guapo het dorp overvallen. De drie amigo's denken dat ze een show moeten opvoeren waarna de boeven vertrekken. De dorpelingen denken dat ze gewonnen hebben en geven een feest maar de volgende dag komt El Guapo hoogstpersoonlijk poolshoogte nemen. Nadat er een bijna fatale confrontatie volgt, het dorp geplunderd wordt en Carmen ontvoerd, druipen de drie helden met de staart tussen de benen af.
De drie amigo's komen tot de conclusie dat ze in het echte leven ook de helden willen zijn die ze in hun films zijn en gaan achter El Guapo aan. Ze volgen een vliegtuig dat door de Duitser bestuurd blijkt te worden en dat wapens voor El Guapo komt brengen. Aangekomen bij de schuilplaats van El Guapo blijkt deze zijn verjaardag voor te bereiden en van plan om met Carmen te trouwen. De drie amigo's sluipen naar binnen maar komen direct in de problemen. Een van hen wordt gedwongen tot een duel met de Duitser en weet deze nog te doden ook. Het trio blijkt goed te kunnen schieten en weet samen met Carmen te ontsnappen met het vliegtuig.
Terug in het dorp, wetend dat El Guapo achter ze aan komt, verzamelen ze de dorpelingen sporen hen aan om samen de strijd aan te gaan met El Guapo. De boeven komen het dorp binnen maar worden opeens van alle kanten beschoten door amigo's en vallen in kuilen die voor hen gegraven zijn. De overlevende boeven ontsnappen en de dodelijk gewonde El Guapo ziet dat alle dorpelingen zich in mariachipakken hebben gestoken. El Guapo zegt dat hij een van de amigo's nog iets wil zeggen, hij feliciteert hem maar schiet hem ook in de voet. Met veel gelach sterft hij. Het dorp biedt hen geld aan maar net als in hun films zeggen ze dat het zien van gerechtigheid voldoende voor hen is en rijden het dorp uit en de zonsondergang tegemoet.

## Rolverdeling
| Acteur        | Personage       |
| ------------- | --------------- |
| Steve Martin  | Lucky Day       |
| Chevy Chase   | Dusty Bottoms   |
| Martin Short  | Ned Nederlander |
| Patrice Camhi | Carmen          |
| Alfonso Arau  | El Guapo        |
| Tony Plana    | Jefe            |
| Joe Mantegna  | Harry Flugelman |

## Productie
De film werd o.a. opgenomen in Simi Valley (niet ver van Los Angeles), in Coronado National Forest in het zuiden van Arizona en in Old Tucson Studios dat zowel themapark als filmstudio voor westernfilms is.